# Київський національний університет будівництва і архітектури
Київський національний університет будівництва і архітектури (КНУБА) — навчальний заклад в Україні з підготовки фахівців для архітектурно-будівельної галузі. В університеті є п’ять науково-дослідних інститутів, 10 наукових центрів і випробувальних лабораторій. На кожному з семи факультетів функціонують навчальні лабораторії. 

## Історія
Заснований як Київський будівельний інститут у 1930 році на базі відділення фабрично-заводського і комунального будівництва Київського політехнічного інституту і архітектурного факультету Київського художнього інституту. Інститут розташовувався в будівлі, побудованій за проектом Дмитра Дяченка в стилі класицизму, за адресою: проспект Берестейський, 10 (тоді бульвар Шевченка).
Ініціатива заснування інституту належала групі київських професорів, науковців і архітекторів, які вважали, що у Києві має бути свій власний ВНЗ, який готуватиме спеціалістів з будівельних спеціальностей. До цієї групи належав зокрема Василь Осьмак, відомий учений і архітектор, за проєктами якого збудовано немало будівель у Києві.
У 1939 році перейшов у підпорядкування народного Комісаріату з будівництва й отримав назву Київський інженерно-будівельний інститут (рос. Киевский инженерно-строительный институт (КИСИ)). У серпні 1948 року був об'єднаний з Київським інститутом громадянських інженерів.
У 1963 році інститут переїхав у нову будівлю (головний корпус) на проспекті Повітряних Сил, створену колективом архітекторів: Гопкалом Вадимом Івановичем, Каток Левом Бенціоновичем, Ліберберг Міріамою Рувимівною.
У 1965—1966 роках за будівлею головного корпусу споруджено спортивний комплекс, що складається зі стадіону та 3-поверхового корпусу зі спортивними залами та басейном (архітектори Микола Гусєв, Каток Л. Б., Ліберберг М. Р.).
У 1976 році Київський інженерно-будівельний інститут був нагороджений орденом Трудового Червоного Прапора за досягнуті успіхи в підготовці фахівців і проведенні наукових досліджень, і став називатися Київський ордена Трудового Червоного Прапора інженерно-будівельний інститут.
У 1978 році з боку вул. Освіти до головного корпусу було прибудовано 4-поверховий корпус з аудиторіями та кабінетами, з'єднаний з будівлею інформаційно-обчислювального центру.
У 1982 році з боку Преображенської вулиці споруджено будинок для архітектурного факультету (архітектурний корпус) (архітектори Філенко Л. І., Гершензон М. Ш., Коробка В. Л.). Будівельно-оздоблювальні роботи архітектурного корпусу завершувалися силами студентів.
У 1985 році перед головним корпусом інституту за власним проєктом і власними силами було споруджено монумент Перемоги, присвячений співробітникам інституту, полеглим у Другій світовій війні.
У 1986 році з червня по серпень місяць студенти інституту залучалися до проєктування і будівництва селища в районі с. Здвижівка для сімей, евакуйованих з Чорнобильської зони.
З осені 1989 року студенти проводили акцію «Бойкот Військової кафедри», що проходила в багатьох ВНЗ СРСР.
У серпні 1993 року на базі Київського інженерно-будівельного інституту  був створений Київський державний технічний університет будівництва і архітектури, якому 26 лютого 1999 року Указом Президента України Леоніда Кучми надано статус національного й перейменовано в Київський національний університет будівництва і архітектури.
Нині в університеті працюють сім факультетів: архітектурний, будівельний, будівельно-технологічний, автоматизації інформаційних технологій, інженерних систем та екології, геоінформаційних систем та управління територіями й факультет урбаністики та просторового планування. Університет готує фахівців з двадцяти семи спеціальностей та з майже п’ятдесяти спеціалізацій.
За роки свого існування університет підготував понад 82 тисяч фахівців у тому числі для 116 країн світу.

Зі стін університету вийшли 2 Герої Радянського Союзу, 1 Герой Соціалістичної Праці, понад 70 лауреатів державних премій, заслужених діячів науки, лауреатів премії ім. Т. Шевченка, 6 Героїв України. 

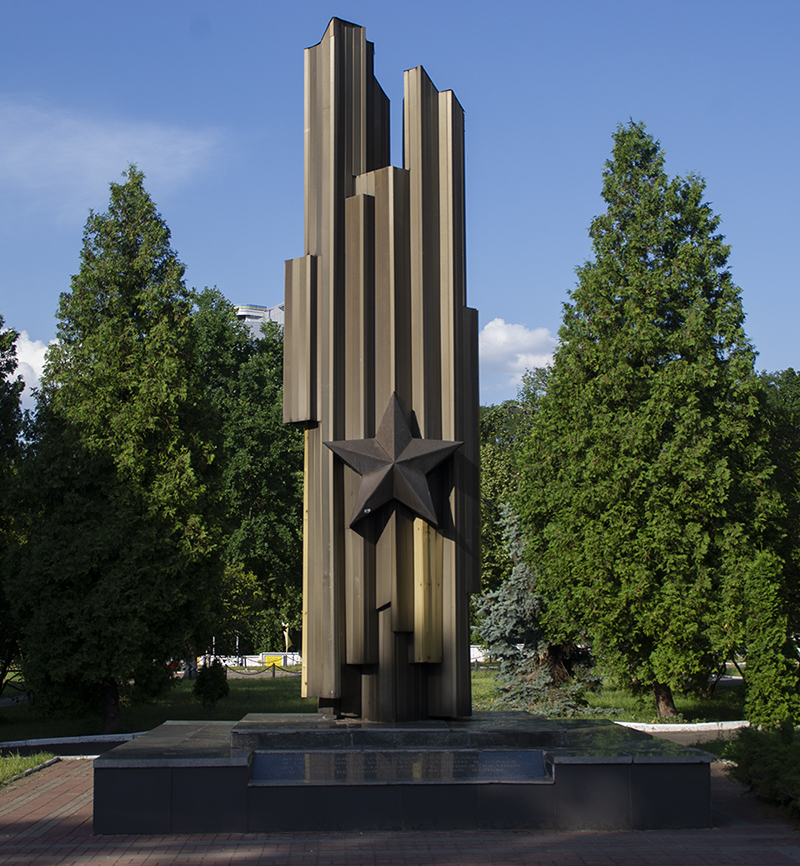
Пам'ятний знак на честь студентів, викладачів та співробітників будівельного інституту, що загинули в роки Другої світової війни

## Кампус
Кампус
- Спортивний корпус і стадіон
- «Головний корпус»
- «Ліве крило»
- «Праве крило»
- «Прибудова»
- «Лабораторний корпус»
- «Архітектурний корпус»
- «Спортивний корпус»
- «Студмістечко»
- «Бібліотека»

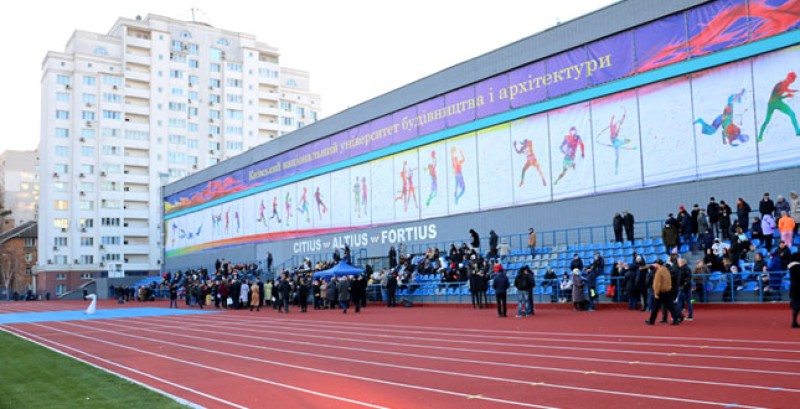
Спортивний корпус і стадіон

- «Військовий корпус, нині Маріупольський державний університет»
- «Геодезичний корпус»

## Факультети і спеціальності
Архітектурний факультет
Докладніше: Архітектурний факультет КНУБА
Декан архітектурного факультету — доктор технічних наук, професор, Заслужений працівник освіти України Олександр Володимирович Кащенко.
Архітектурний факультет був створений у 1930 році на основі об'єднання двох факультетів: архітектурного, переведеного з Київського художнього інституту, і факультету комунального будівництва, переведеного з Київського політехнічного інституту. На той час на факультеті працювали такі чотири кафедри:
- архітектурного проєктування — професор Олександр Вербицький,
- архітектурних конструкцій — Всеволод Обремський,
- малюнка і живопису — Василь Кричевський,
- нарисної геометрії та креслення — Степан Колотов.

Подальша діяльність архітектурного факультету у складі КІБІ була тісно пов'язана з іменами відомих зодчих, інженерів, художників, педагогів, випускників факультету, таких як: Йосип Каракіс, Олександр Хорхот, Яків Штейнберг, Василь Онащенко, Анатолій Добровольський, Авраам Мілецький, Олександр Малиновський, Микола Гусєв, Анатолій Косенко, Вадим Гопкало, Євгенія Маринченко, Всеволод Михайленко, Михайло Буділовський, Ігор Іванов, Давид Вайнберг, Михайло Жербін, Віктор Савченко, Віктор Чепелик, Юрій Хіміч, а також Наталія Чмутіна, Юрій Асєєв, Едуард Більський, Зоя Мойсеєнко, Олексій Горбенко та багато інших.
Факультет став кадровою базою методичної комісії з архітектури Міністерства освіти України, виконує функції координатора з науково-методичної роботи серед регіональних навчальних закладів України, готує науково-методичні матеріали у сфері архітектурної освіти державного значення, відпрацьовує сучасні експериментальні методики навчання. Фахівцями факультету розроблено: концепцію відродження розвитку національної архітектури (на замовлення Української академії архітектури); концепцію неперервної освіти в Україні; концепцію багатоступеневої архітектурної освіти в Україні та програми освітньо-кваліфікаційних рівнів: бакалавра, спеціаліста, магістра (на замовлення Міністерства освіти та науки України). На архітектурному факультеті, починаючи з 1990 року, створено нові спеціальності:
- «Містобудування»,
- «Архітектура будівель і споруд»,
- «Дизайн архітектурного середовища»,
- «Образотворче та декоративно-прикладне мистецтво».

Нині до складу архітектурного факультету входять дванадцять кафедр:
-        кафедра філософії, завідувач — доктор філософських наук, професор І. В. Чорноморденко;
-        кафедра основ архітектури, завідувач — доктор архітектури, професор, Народний архітектор України О. С. Слєпцов;
-        кафедра містобудування, завідувачка — докторка архітектури, професорка Н. М. Шебек;
-        теорії архітектури і архітектурного проєктування, завідувачка — докторка архітектури, професорка Л. М. Ковальська;
-        кафедра дизайну архітектурного середовища, завідувач — доктор архітектури, професор В. О. Тімохін;
-        кафедра архітектурного проєктування цивільних будівель і споруд, завідувач — доктор архітектури, професор, Заслужений архітектор України В. В. Куцевич;
-        кафедра дизайну, завідувачка кафедрою — доктор архітектури, професор Ю. В. Третяк;
-   кафедра образотворчого мистецтва і архітектурної графіки, завідувачка — кандидатка технічних наук, доцентка О. О. Сафронова;
-        кафедра інформаційних технологій в архітектурі, завідувач — доктор архітектури, професор В. В. Товбич;
-        кафедра архітектурних конструкцій, завідувач — доктор технічних наук, професор, Заслужений діяч науки і техніки України В. О. Плоский;
-        кафедра нарисної геометрії та інженерної графіки, завідувачка — докторка технічних наук, професорка С. І. Ботвіновська;
-        кафедра ландшафтної та туристично-рекреаційної архітектури, завідувач — доктор архітектури, професор, Заслужений працівник освіти України В. О. Яценко.
Загалом у підготовці архітекторів беруть участь близько тридцяти кафедр університету, у складі яких працюють (працювали) відомі вчені, професори, такі як: В. Є. Михайленко, Л. М. Ковальський, В. І. Соченко, Ю. М. Білоконь, В. А. Абизов, А. П. Мардер, М. М. Дьомін, О. С. Слєпцов, Т. Ф. Панченко, В. І. Тимофієнко, П. П. Безродний, М. М. Кушніренко, Л. В. Василенко, І. М. Сєдак, І. П. Бойко й інші.
Факультет підтримує тісні зв'язки з міжнародними організаціями та провідними центрами освіти: Міжнародною асоціацією студентів архітекторів, Європейською асоціацією студентів архітекторів, з університетами Австрії, Німеччини, Бельгії, США, Канади й інших країн. Навчання здійснюється в окремому корпусі, спорудженому з урахуванням специфічних вимог щодо архітектурної освіти.
Будівельний факультет
Докладніше: Будівельний факультет КНУБА
Декан будівельного факультету — доктор технічних наук, професор, Заслужений діяч науки і техніки України Іванченко Григорій Михайлович.
До складу будівельного факультету входять 11 кафедр:
-        кафедра економічної теорії, обліку та оподаткування, завідувач — доктор економічних наук, професор, Заслужений працівник освіти України В. М. Лич;
-        кафедра економіки будівництва, завідувач — доктор економічних наук, професор, Заслужений економіст України С. П. Стеценко;
-        кафедра залізобетонних і кам'яних конструкцій, завідувач — доктор технічних наук, професор О. Д. Журавський;
-        кафедра металевих та дерев'яних конструкцій, завідувач професор, доктор технічних наук С. І. Білик;
-        кафедра опору матеріалів, завідувач — кандидат технічних наук, доцент О. П. Кошевий;
-        кафедра організації і управління будівництвом, завідувач — доктор технічних наук, професор О. А. Тугай;
-        кафедра теоретичної механіки, завідувач — доктор технічних наук, професор, Заслужений діяч науки і техніки України В. В. Гайдайчук;
-        кафедра будівельних технологій, завідувач  — доктор технічних наук, професор, Заслужений діяч науки і техніки України Г. М. Тонкачеєв;
-        кафедра менеджменту в будівництві, завідувачка — докторка економічних наук, професорка, Заслужений економіст України  Г. М. Рижакова;
-        кафедра будівельної механіки, завідувач — доктор технічних наук, професор П. П. Лізунов;
-        кафедра геотехніки, завідувач — доцент, кандидат технічних наук В. С. Носенко.
Будівельно-технологічний факультет
Докладніше: Будівельно-технологічний факультет КНУБА
Декан будівельно-технологічного факультету — доктор технічних наук, професор, Заслужений працівник освіти України, лауреат Державної премії України в галузі науки і техніки Володимир Іванович Гоц.
До складу будівельно-технологічного факультету входять 4 кафедри:
-       кафедра технології будівельних конструкцій, виробів і матеріалів, завідувач — кандидат технічних наук, доцент О. В.  Ластівка;
-       кафедра товарознавства та комерційної діяльності, завідувач — кандидат технічних наук, професор, Заслужений працівник освіти України П. В. Захарченко;
-       кафедра будівельних матеріалів, завідувачка — докторка технічних наук, професорка —  К. К. Пушкарьова;
-       кафедра хімії, завідувачка — докторка хімічних наук, професорка В. Г. Гречанюк.
Факультет автоматизації і інформаційних технологій
Докладніше: Факультет автоматизації і інформаційних технологій КНУБА
Декан факультету автоматизації і інформаційних технологій — доктор технічних наук, професор Олександр Олександрович Терентьєв.
До складу факультету автоматизації і інформаційних технологій входять 9  кафедр:
-      кафедра будівельних машин, завідувач — кандидат технічних наук, доцент В. П. Рашківський;
-      кафедра машин та обладнання технологічних процесів, завідувач — кандидат технічних наук, доцент М. О. Кліменко;
-      кафедра автоматизації технологічних процесів, завідувач – кандидат технічних наук А. В. Запривода;
-      кафедра кібербезпеки та комп’ютерної інженерії, завідувач — доктор технічних наук, професор Ю. І. Хлапонін;
-      кафедра управління проєктами, завідувач — доктор технічних наук,  професор, Заслужений діяч науки і техніки України, Лауреат Державної премії в галузі науки та техніки С. Д. Бушуєв;
-      кафедра електротехніки та електроприводу, завідувач — доктор технічних наук, професор Л. І. Мазуренко;
-      кафедра інформаційних технологій, завідувачка — доцентка, кандидатка технічних наук Т. А. Гончаренко;
-      кафедра інформаційних технологій проектування та прикладної математики, завідувач — професор, доктор технічних наук Є. В. Бородавка;
-      кафедра професійної освіти, завідувач — доктор технічних наук, професор К. І. Почка;
Факультет геоінформаційних систем та управління територіями
Докладніше: Факультет геоінформаційних систем та управління територіями КНУБА
Декан факультету геоінформаційних систем та управління територіями – кандидатка технічних наук, доцент Олена Вікторівна Нестеренко
До складу факультету геоінформаційних систем та управління територіями входять 6 кафедр:
-      кафедра землеустрою і кадастру, завідувачка — докторка технічних наук, професорка О. С. Петраковська;
-      кафедра інженерної геодезії, завідувач — доцент, кандидат технічних наук Р. А. Дем’яненко;
-      кафедра геоінформатики і фотограмметрії, завідувач — доктор технічних наук, професор Ю. О. Карпінський;
-      кафедра вищої математики, завідувачка — кандидатка фізико-математичних наук, доцентка Н. В. Бондаренко;
-      кафедра мовної підготовки і комунікації, завідувачка — докторка філософії, доцентка С. В. Рубцова;
-      кафедра фізичного виховання і спорту, завідувач — доктор психологічних наук, професор, Заслужений працівник фізичної культури і спорту України О. М. Шамич;
Факультет інженерних систем та екології
Докладніше: Факультет інженерних систем та екології КНУБА
Декан факультету інженерних систем та екології — доктор технічних наук, професор Олександр Вікторович Приймак.
Нині до складу факультету входять п'ять кафедр:
-     кафедра водопостачання та водовідведення, завідувач — доктор технічних наук, професор В. П. Хоружий;
-     кафедра технологій захисту навколишнього середовища та охорони праці, завідувачка — докторка технічних наук, професорка, старша дослідниця Т. М. Ткаченко;
-     кафедра теплогазопостачання і вентиляції, завідувач — доктор економічних наук, професор К. М. Предун;
-     кафедра теплотехніки, завідувач кафедри — кандидат технічних наук, доцент М. А. Кириченко;
-     кафедра фізики, завідувач — доктор технічних наук, професор В. А. Глива.
Факультет урбаністики та просторового планування
Докладніше: Факультет урбаністики та просторового планування КНУБА
Декан факультету урбаністики та просторового планування – кандидат технічних наук, професор Алірза Махмуд огли Мамедов.
До складу факультету урбаністики та просторового планування входять 3 кафедри:
-    кафедра міського будівництва, завідувач  – кандидат технічних наук, доцент О. В.  Приймаченко;
-    кафедра міського господарства, завідувачка – кандидатка технічних наук, доцентка  Л. О. Апостолова-Сосса;
-    кафедра політичних наук і права, завідувач – доктор політичних наук, професор, Заслужений працівник освіти України Є. В. Перегуда.
Наукові підрозділи
До складу Науково-дослідної частини університету входять такі наукові підрозділи: п’ять науково-дослідних інститутів (будівельної механіки, в’яжучих речовин і матеріалів, будівельно-дорожньої і інженерної техніки, науково-дослідний інститут теорії та історії архітектури, містобудування та дизайну, науково-дослідний інститут проблем архітектурно-будівельної екології), науково-дослідні лабораторії (діагностики агрегатів, конструкцій і споруд; чисельних методів в геотехніці; основ і фундаментів в складних інженерно-геологічних умовах; лабораторія з досліджень проблем енергоефективності в будівництві та архітектурі «Енергоцентр-КНУБА»), навчально-наукова лабораторія технологій переробки промислових відходів, навчальна науково-дослідна лабораторія просторового планування територій та моделювання транспортних потоків кафедри міського будівництва, орган по сертифікації будівельних матеріалів, випробувальна лабораторія будівельних матеріалів, науково-освітній центр проектування та дослідження будівель з близьким до нульового енергоспоживання, молодіжний центр інноваційних технологій в архітектурі та будівництві (DI-Hub), кваліфікаційний центр енергетичних аудиторів будівель, центр інжинірингу та експертизи, науково-дослідний центр реставрації історичної і культурної спадщини (НДЦ РІКС), випробувальний центр будівельних конструкцій, центр підтримки технологій та інновацій (TISC). У цих наукових підрозділах склалися усталені наукові школи, які є провідними в Україні у своїй галузі, широко відомі у світі. У наукових підрозділах працюють більше 120 штатних працівників, у тому числі понад 40 докторів та кандидатів наук (докторів філософії). У проведенні наукових досліджень задіяно більше 700 чоловік професорсько-викладацького складу, у тому числі близько 450 докторів та кандидатів наук (докторів філософії). Зусилля науковців університету спрямовані на забезпечення розвитку фундаментальних і прикладних досліджень, як основи підготовки педагогічних, інженерних і наукових кадрів за пріоритетними напрямами освіти, науки і техніки.
·        Науково-дослідна частина
·        Науково-дослідний інститут будівельної механіки
·        Науково-дослідний інститут в'яжучих речовин і матеріалів ім. В. Д. Глуховського
·        Науково-дослідний інститут будівельно-дорожньої і інженерної техніки
·        Науково-дослідний інститут проблем архітектурно-будівельної екології
·        Науково-дослідний інститут теорії і історії архітектури, містобудування і дизайну
·          Науково-дослідна лабораторія основ і фундаментів в складних інженерно-геологічних умовах
·        Науково-дослідна лабораторія чисельних методів в геотехніці
·        Науково-дослідна лабораторія діагностики агрегатів, конструкцій і споруд (ДАКІС)
·        Науково-дослідна лабораторія  з досліджень проблем енергоефективності в будівництві та архітектурі «Енергоцентр-КНУБА»
·        Навчально-наукова лабораторія технологій переробки промислових відходів
·        Навчальна науково-дослідна лабораторія просторового планування територій та моделювання транспортних потоків кафедри міського будівництва
·        Випробувальна лабораторія будівельних матеріалів
·        Сепробуд КДТУБА
·        Науково-освітній центр проектування та дослідження будівель з близьким до нульового енергоспоживання
·        Молодіжний центр інноваційних технологій в архітектурі та будівництві (DI-Hub)
·        Кваліфікаційний центр енергетичних аудиторів будівель
·        Центр інжинірингу та експертизи
·        Науково-дослідний центр реставрації історичної і культурної спадщини (НДЦ РІКС)
·        Випробувальний центр будівельних конструкцій
·        Центр підтримки технологій та інновацій (TISC)
Ректори
| Прізвище, ім'я, по-батькові               | Роки керівництва           |
| Яковлєв Євген Григорович                  | 1930–1935                  |
| Фурсов Федір Іванович                     | 1943–1948                  |
| Плехов Микола Дмитрович                   | 1948–1955                  |
| Калішук Олександр Лук’янович              | 1955–1961                  |
| Вєтров Юрій Олександрович                 | 1961–1983                  |
| Тугай Анатолій Михайлович                 | 1984–2012                  |
| Баженов Віктор Андрійович (в. о. ректора) | червень–вересень 2012      |
| Куліков Петро Мусійович                   | вересень 2012–червень 2024 |
| Дніпров Олексій Сергійович                | з червня 2024              |

Міжнародна співпраця
Колектив КНУБА постійно підтримує тісні зв'язки з науковими організаціями СНД, вищими навчальними закладами інших країн та міжнародними освітніми організаціями: фонд підтримки будівельної галузі та форум «Людина і архітектура», Міжнародний проєкт «Зелене будівництво», Міжнародний проєкт TEMPUS «GIDES», Міжнародний проєкт TEMPUS «Розвиток освіти в питаннях управління земельними ресурсами в Македонії та Україні», Міжнародний проєкт Visby-project «Укріплення потенціалу в галузі сталого розвитку планування та розвитку міст у Литві, Росії, Швеції та Україні» та ін.
Помітно активізується співпраця КНУБА з Університетом «Sapienza» м. Рим (Італія); Академією Аерокосмічних технологій м. Шеньчжень (Китай); Технічним університетом ім. Гедімінаса м. Вільнюс (Литва); Технічним університетом м. Білосток (Польща); Університетом м. Марібор (Словенія); Ташкентським архітектурно-будівельним університетом (Узбекистан); Королівським технологічним інститутом м. Стокгольм (Швеція); Компанією Косулі Дзоен м. Токіо (Японія); Технічним університетом м. Брно (Чехія); Чунцінським науково-дослідним інститутом будівництва (Китай); Університетом Св. Кирила та Мефодія м. Скоп'є (Македонія); Сілезьким Технологічним Університетом (Польща); Санкт-Петербурзьким державним технологічним університетом рослинних полімерів (Росія); Московською державною академією комунального господарства та будівництва (Росія); Інститутом іррігацій та меморацій м. Ташкент (Узбекистан).

## Відомі випускники
- Асєєв Юрій Сергійович — архітектор, мистецтвознавець, реставратор.
- Колпакчи Аліса Володимирівна — українська спортсменка. Єдина представниця паратриатлону на паралімпійських іграх 2024
- Бадаянц Тимофій Петрович
- Безгін Ігор Дмитрович
- Бондаровський Сергій Олександрович
- Броневицький Сергій Петрович
- Гордон Дмитро Ілліч — псевдожурналіст, телеведучий.
- Гоцул Ігор Євгенович — президент ФЛАУ
- Грачова Алла Василівна — лауреат Шевченківської премії
- Давидсон Борис Михайлович
- Дахно Володимир Авксентійович
- Дахно Володимир Петрович
- Добровольський Анатолій Володимирович
- Драйцун Марк Олексійович
- Дьомін Микола Мефодійович
- Єжов Валентин Іванович
- Єнін Петро Матвійович — директор Інституту післядипломної освіти КНУБА (1993—2013), завідувач кафедри інженерних систем будівель і споруд
- Жежерін Борис Петрович
- Ігнащенко Анатолій Федорович
- Каракіс Йосип Юлійович
- Костюченко Олексій Петрович
- Лапенко Андрій Олександрович
- Манкін Валентин Григорович
- Мардер Абрам Павлович
- Мілецький Авраам Мойсейович
- Мельников Микола Прокопович
- Некрасов Віктор Платонович
- Нестеровський Петро Петрович
- Омельченко Олександр Олександрович
- Орленко Микола Іванович
- Осетрін Микола Миколайович
- Осітнянко Андрій Петрович
- Паскевич Юрій Аврамович
- Полозун Ігор Юрійович — голова Бучанської районної державної адміністрації Київської області
- Підгорний Олексій Леонтійович
- Прокопчук Іван Тимофійович
- Пучков Андрій Олександрович
- Савченко Віктор Володимирович
- Серпілін Леонід Семенович
- Силин Олесь Опанасович
- Скугарєв Вадим Костянтинович
- Стрельбицька Олександра Іванівна
- Файнбурд Ілля Михайлович
- Химич Юрій Іванович
- Цапалин Володимир Володимирович
- Целіковська Тамара Олексіївна
- Чепелик Віктор Васильович
- Черкаський Давид Янович
- Шило Микола Костянтинович
- Шпіт Юрій Васильович
- Шутенко Сергій Олександрович

Також в університеті навчався герой Небесної Сотні Олександр Плеханов.
Нагороди та репутація
1976  За досягнення в підготовці фахівців і проведенні наукових досліджень КІБІ нагороджено орденом Трудового Червоного Прапора.
Рейтинг вишів «ТОП-200 Україна 2024» 27 місце.
Консолідований рейтинг закладів вищої освіти України в м. Києві 2024 року 10 місце